# Ormia depleta
Ormia depleta là một loài ruồi trong họ Tachinidae.